# Antonius-Spital

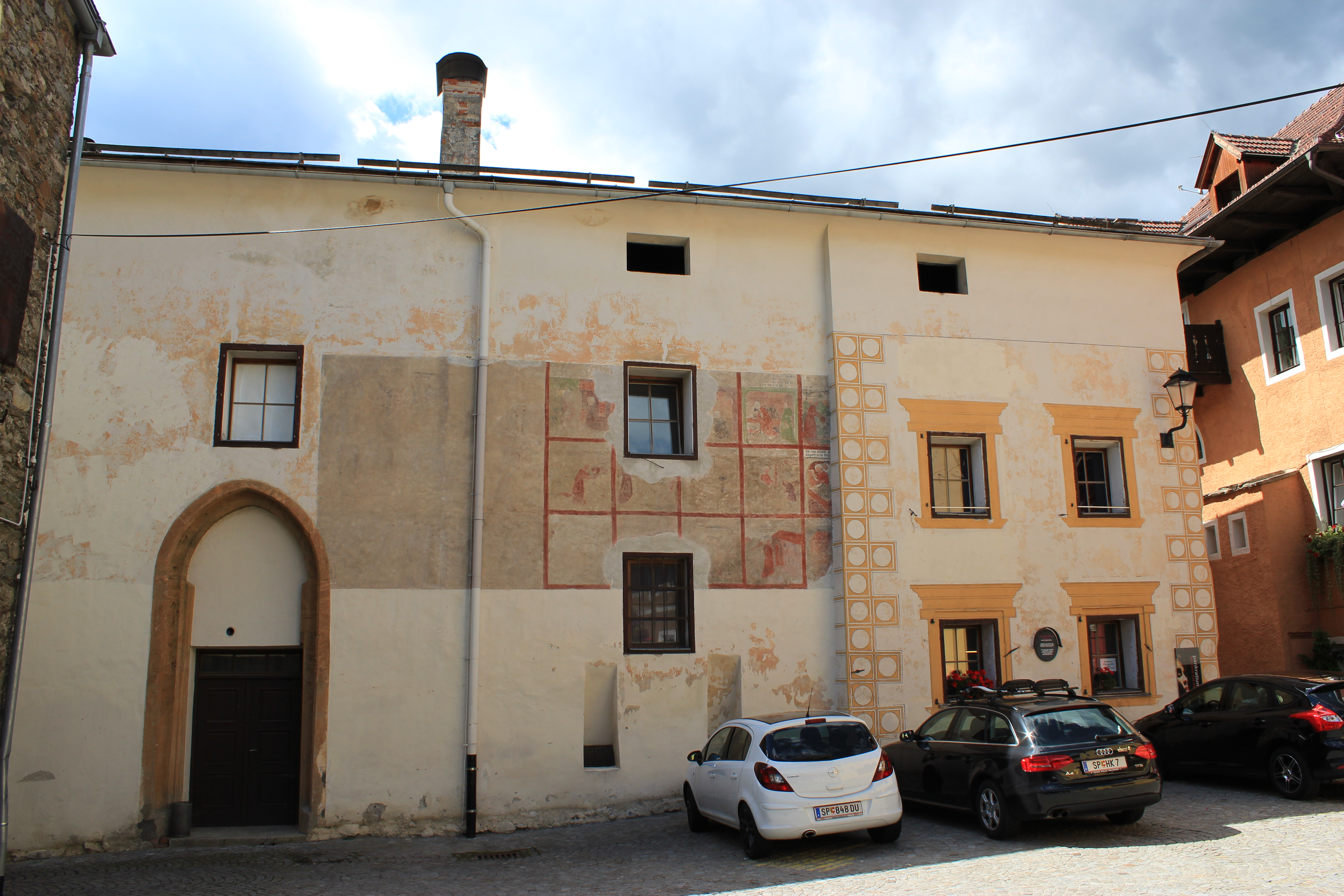
Das ehemalige Antonius-Spital in Gmünd in Kärnten

Das Antonius-Spital ist ein ehemaliges Krankenhaus in Gmünd in Kärnten. Es beherbergt heute ein Museum.

## Geschichte
Das Spital wurde 1340 erstmals urkundlich als „durch die gewesten Bürger allhier errichtet und gestiftet“ erwähnt. Der monumentale Bau stammt vom Ende des 14. Jahrhunderts. Die schlichten Außenfronten werden durch ein hohes Spitzbogentor und Fresken aus dem 15. Jahrhundert mit Szenen aus dem Leben der heiligen Elisabeth akzentuiert. Sie wurden 1974 freigelegt.
Die Eingangshalle hat ein Kreuzgratgewölbe auf zwei mächtigen Mittelsäulen. Das Obergeschoß wurde beim Stadtbrand von 1504 beschädigt und unter Leonhard von Keutschach erneuert. In der ehemaligen Kapelle wurden zwei Fresken freigelegt, die die Mariä Verkündigung und die Geburt Christi zeigen. Bei der Außenrestaurierung 1993 wurde bemerkenswerter frühbarocker Architekturdekor freigelegt.
Erbaut als Spital diente es später als städtisches Altersheim und im Abwehrkampf kurzzeitig auch als Internierungslager. Heute beherbergt es, nach einem behutsamen Umbau durch die Architektin Eva Rubin, das Pankratium, ein Museum, das sich den menschlichen Sinnen widmet.

## Belege
1. ↑  Internierungen 1919. In: Enzyklopädie der slowenischen Kulturgeschichte in Kärnten/Koroška. Katja Sturm-Schnabl, Bojan-Ilija Schnabl, 2016, S. 532–534, abgerufen am 22. Dezember 2023.